# 230er v. Chr.
Portal Geschichte | Portal Biografien | Aktuelle Ereignisse | Jahreskalender | Tagesartikel

◄ |
1. Jahrtausend v. Chr. |

◄ |
4. Jh. v. Chr. |
3. Jahrhundert v. Chr. |
2. Jh. v. Chr. |
►

◄ | 260er v. Chr. | 250er v. Chr. | 240er v. Chr. | 230er v. Chr. |
220er v. Chr. |
210er v. Chr. |
200er v. Chr. |
►

239 v. Chr. |
238 v. Chr. |
237 v. Chr. |
236 v. Chr. |
235 v. Chr. |
234 v. Chr. |
233 v. Chr. |
232 v. Chr. |
231 v. Chr. |
230 v. Chr.

## Ereignisse
- Das Maurya-Reich ist auf dem Höhepunkt seiner Macht.
- 238 v. Chr.: Ptolemaios III. Euergetes von Ägypten führt mit seinem Kanopus-Dekret einen Schalttag für jedes vierte Kalender-Jahr ein. Der Schalttag ist der sechste Epagomen-Tag am Ende des Jahres. Nach einiger Zeit wird diese Regelung jedoch von der politisch erstarkten Priesterschaft wieder abgeschafft. Erst von Sosigenes von Alexandrien wird diese (vernünftige) Regelung wieder aufgegriffen und für die ("Julianische") Kalenderreform Gaius Iulius Caesars im Jahre 46 v. Chr. nutzbar gemacht.